# Österreichisch-ungarische Beziehungen
Die österreichisch-ungarischen Beziehungen haben ihren Ursprung in der Habsburgermonarchie. 1867 kam es zum Österreich-Ungarischen Ausgleich innerhalb der Monarchie. Durch Gebietsansprüche Österreichs in Westungarn waren die diplomatischen Beziehungen nach dem Zerfall des Vielvölkerstaates getrübt. Erst in der Zeit des österreichischen Ständestaates stabilisierten sich diese, ehe sie durch den „Anschluss“ Österreichs an das Deutsche Reich versiegten. Nach dem Zweiten Weltkrieg wurden die Beziehungen abermals revitalisiert. Wirtschaftliche Aspekte standen dabei im Vordergrund. Mit Einsetzen des Kalten Krieges verschlechterten sich die Beziehungen zusehends. Der Fall des Eisernen Vorhanges setzte eine Intensivierung der zuvor mäßigen diplomatischen Beziehungen in Gang. Wirtschaftliche und kulturelle Belange sind dabei sehr bedeutend.

## Geschichte

### Gemeinsame Vergangenheit in der Habsburgermonarchie
Die beiden heutigen Staaten Österreich und Ungarn waren bis 1918 Teil der Habsburgermonarchie. Besonders geprägt wurden die Beziehungen durch die 1848er-Revolution sowie durch den Ausgleich Österreich-Ungarns 1867.
Die 1848er-Revolution und die damit verbundenen Forderungen der Bevölkerung brachten viele Folgen für die Habsburgermonarchie mit sich. 1847/48 wurde von ungarischer Seite eine eigene ungarische Verfassung in 31 Gesetzesartikeln formuliert. Durch diese sollte Ungarn seine Unabhängigkeit gegenüber der Monarchie erlangen, Österreich lehnte dies jedoch ab und erklärte die Verfassung für ungültig. Dies trug nicht gerade positiv zu den österreichisch-ungarischen Beziehungen bei. Die Märzverfassung veranlasste Ungarn 1849 die Unabhängigkeit auszurufen. Diese Revolte konnte jedoch mit der Hilfe russischer Truppen niedergeschlagen werden. Immer wieder wurde von österreichischer Seite versucht, das Verhältnis zu Ungarn zu verbessern, etwa durch den 1862 erstmals angestrebten Ausgleich mit Ungarn. Nach der österreichischen Niederlage gegen Preußen in der Schlacht bei Königgrätz 1866 war die österreichische Vormachtstellung im deutschsprachigen Kulturraum endgültig zu Ende. Somit konnte es endlich zu einem Ausgleich zwischen Österreich und Ungarn kommen.

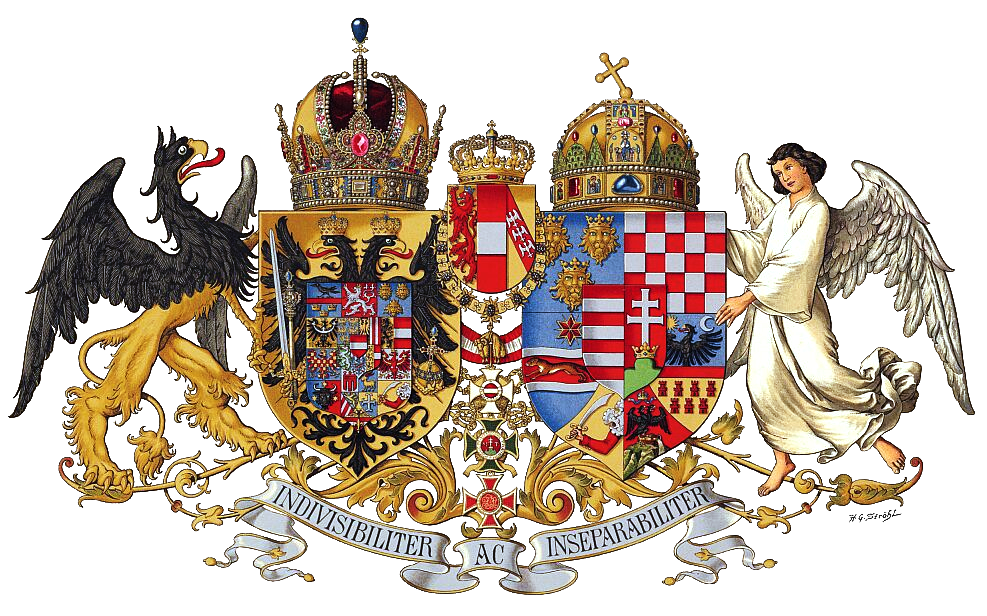
Mittleres gemeinsames Wappen Österreich-Ungarns aus dem Jahr 1915

Im Rahmen des Ausgleichs wurde Ungarn (Transleithanien) in vielen Bereichen von Cisleithanien unabhängig. Österreich und Ungarn blieben nur mit der Person des Kaisers, der fortan auch gleichzeitig apostolischer König von Ungarn war, und einem System sogenannter „gemeinsamer Angelegenheiten“ miteinander verbunden. Dies wurde sowohl in der Verfassung des Königreich Ungarns als auch in der Verfassung Österreichs festgehalten.
Die Doppelmonarchie Österreich-Ungarn teilte nun folgende Institutionen und Aufgaben miteinander: Neben dem gemeinsamen Herrscher gab es einen gemeinsamen Finanzminister, der für das gemeinsame Budget zuständig war, sowie einen gemeinsamen Kriegs- und einen gemeinsamen Außenminister. Folglich hatte Österreich-Ungarn ein gemeinschaftliches Heer, dessen Oberbefehl dem Herrscher vorbehalten war. Die Anteile der beiden Staatshälften für den gemeinsamen Haushalt wurde von eigenen Delegationen alle zehn Jahre festgelegt. Im Jahre 1868 etwa wurde beschlossen, dass Österreich 70 % und Ungarn 30 % zum gemeinsamen Haushalt, der rund 1.000.000 Gulden betrug, aufbringen sollten. Auch die Hofhaltungskosten des Kaisers wurden von beiden zur Hälfte geschultert. Der wirtschaftliche Kontakt wurde durch ein Zoll- und Handelsbündnis geregelt, das in bestimmten Abständen neu verhandelt wurde. Dadurch sollten Angelegenheiten wie die Entwicklung des Eisenbahnnetzes oder der Schifffahrt koordiniert werden.
Das entstandene Staatsgebilde wurde von beiden Seiten auf unterschiedliche Weise aufgefasst. Der ungarische Politiker Albert Graf Apponyi machte dies 1931 deutlich: „Im ungarischen Bewußtsein war Österreich-Ungarn ein Staatenbund, im österreichischen ein Bundesstaat“. Aufgrund der juristischen Ausformulierung konnten für beide Anschauungen Argumente gefunden werden. So gab es zum Beispiel eine Außenpolitik, die den Interessen beider Staatsteile entsprachen, andererseits hatten sowohl Ungarn als auch Österreicher eine eigene Staatsbürgerschaft.
Ungarn strebte auch nach dem Ausgleich weitere Unabhängigkeit vom übrigen Reich an. Vor allem das gemeinsame Heer war der ungarischen Politik ein Dorn im Auge und galt als ein Symbol der alten absolutistischen Unterdrückung. Die allmählichen Änderungen der Titulatur gemeinsamer Institutionen stand symbolisch für die Emanzipation Ungarns. So wurde in Ungarn der Begriff „Reich“ in offiziellen Dokumenten nicht gebraucht. Auch das gemeinsame Wappen wurde nach langem Streit geändert. War 1804 der Doppeladler noch Symbol für das Gesamtreich, so wurde er 1915 nur noch als Staatssymbol für das nun auch offiziell so betitelte „Österreich“ verwendet.
Trotz dieser separatistischen Entwicklungen innerhalb der Doppelmonarchie bestand das Reich bis zum Ende des Ersten Weltkriegs. Mit den Friedensverträgen 1919/1920 wurde die deutschösterreichisch und ungarisch dominierte Habsburgermonarchie aufgelöst, das Ende des Vielvölkerstaats wurde besiegelt. Sowohl Österreich als auch Ungarn erlitten große Gebietsverluste und waren nun zwei eigenständige Staaten.

### Zwischen Erstem und Zweitem Weltkrieg
Die Beziehungen zwischen Österreich und Ungarn standen von 1918 bis 1938 ständig im Schatten großer europäischer Machtfragen: Die Pariser Vorortverträge und deren Revision, die Burgenland/Westungarnfrage, die Habsburger Restauration und die Auseinandersetzung zwischen den demokratischen und den autoritären Herrschaftssystemen beeinflussten die außenpolitischen Beziehungen zueinander. 
Sowohl die Republik Österreich als auch die ungarische Räterepublik, die beide als Nachfolgestaaten der österreichisch-ungarischen Doppelmonarchie galten, zählten zu den Verlierern des Ersten Weltkriegs und hatten große Gebietsverluste durch die Friedensverträge hinzunehmen. Als die Republik Österreich Gebietsansprüche auf die deutschsprachigen Gebiete in Westungarn geltend machte, wirkte sich dies äußerst negativ auf die bilateralen Beziehungen der beiden Staaten aus. Im Burgenland kam es zu größeren Unruhen durch Freischärler, bis die ungarische Armee einmarschierte. Nur eine völkerrechtlich anerkannte Volksabstimmung betreffend das Gebiet um Ödenburg/Sopron konnte die Lage wieder beruhigen.
Als in Ungarn die Räterepublik gestürzt und das Königreich ausgerufen wurde, belastete dies die Beziehungen zu Österreich, das vielen geflüchteten kommunistischen Funktionären Asyl gewährte. Ungarn übergab das Burgenland 1921 offiziell an Österreich und es folgte eine langsame Entspannung der Beziehungen. Mit der Etablierung des Ständestaates in Österreich 1934 verbesserten sich die zwischenstaatlichen Beziehung der beiden nun autoritär geführten Staaten. An ein längerfristiges Weiterbestehen von Österreich als souveränes Staatsgebilde glaubten die ungarischen Beobachter hinsichtlich der aggressiven deutschen Außenpolitik im Verlauf der 1930er Jahre jedoch nicht.

### Das Jahr 1938, Zweiter Weltkrieg und Nachkriegszeit
Die Situation rund um den möglichen Anschluss Österreichs an das Deutsche Reich war im Jahr 1938 ein international diskutiertes Thema, das auch Einfluss auf die Beziehungen zu Ungarn hatte. Der ungarische Gesandtschaftsrat beobachtete die Entwicklungen zwischen Deutschland und Österreich wachsam. Die politische Konstellation rund um das Berchtesgadener Abkommen, rückblickend den „Anschluss“ Österreichs ankündigend, ausgehandelt am 12. Februar 1938 zwischen Adolf Hitler und Kurt Schuschnigg, wurde zwar als angespannt bewertet, jedoch noch nicht als die Souveränität Österreichs gefährdend eingestuft. Aus Sicht des ungarischen Gesandtschaftsrates war die Situation immer noch nicht ganz geklärt.
Bereits wenige Wochen später wurde der „Anschluss“ vollzogen und mit ihm auch die „Gleichschaltung Österreichs“ mit dem Deutschen Reich. Österreich existierte nicht mehr, dementsprechend wurden die Beziehungen zu Ungarn nun über zentrale Stellen des Deutschen Reiches organisiert. Die ungarische Gesandtschaft in Wien wurde in ein Generalkonsulat umgewandelt und mit neuen Diplomaten, Konsularbeamten und Amtshelfern besetzt. Diese wurden von den Nationalsozialisten eigens aus Budapest delegiert.
Der ungarische Außenminister Kálmán Kánya stellte einige Wochen später zusammenfassend fest, dass der „Anschluss“ Österreichs ohnehin nur eine Frage der Zeit gewesen sei. Ungarn habe sich in dieser Angelegenheit aus mehreren Gründen diplomatisch zurückgehalten: Die Anschlussfrage sei keine Angelegenheit Ungarns gewesen. Zudem besaß es die nötigen Einflussmittel zur Intervention nicht. Außerdem sei die ungarische Regierung davon ausgegangen, dass eine Einmischung weder von Deutschland noch von Österreich positiv aufgenommen worden wäre.
Eduard Baar-Baarenfels war bis zur Wiederaufnahme der bilateralen Beziehungen nach Ende des Zweiten Weltkrieges einer der letzten Diplomaten, der das Land Österreich in Ungarn vertrat. Er war von November 1936 bis März 1938 Gesandter in Budapest. Nachdem die Gleichschaltung Österreichs eingeleitet worden war, wurde Baar-Baarenfels des Amtes enthoben, vorerst in Pension geschickt und später verhaftet.
Nach dem „Anschluss“ Österreichs an das Deutsche Reich im März 1938 existierten keine offiziellen bilateralen Beziehungen zwischen Österreich und Ungarn. Die ersten offiziellen Kontaktaufnahmen mit Ungarn aus dem neuen Gebiet der Ostmark (später Alpen- und Donau-Reichsgaue), die NS-Bezeichnung für Österreich, bezogen sich auf Finanz- und Handelsangelegenheiten.
Bereits unmittelbar nach Ende des Zweiten Weltkrieges in Europa im Mai 1945 kam es zu ersten inoffiziellen Kontakten zwischen ehemaligen ungarischen Konsularbeamten in Wien und österreichischen Behörden. Diese betrafen Rückgaben von Liegenschaften sowie Flüchtlingsfragen. Einige Monate danach kam es zur Einigung über Kompensationszahlungen Ungarns an Österreich in Form von Kohle, da es in Österreich zu einem Versorgungsengpass mit Heizmaterialien gekommen war.
Für die Wiederaufnahme der bilateralen Beziehungen zwischen Österreich und Ungarn nach dem Zweiten Weltkrieg war der Handelssektor eine entscheidende Triebkraft. In diesem Bereich war im Zeitraum von 1945 bis 1949 jedoch das Außenministerium und nicht das Handelsministerium hauptverantwortlich für die Verhandlungen und Kontaktaufnahme mit Ungarn. Der gegenseitige Warenverkehr entwickelte sich trotz beidseitiger Bemühungen unmittelbar nach dem Ende des Zweiten Weltkrieges zunächst nur langsam. Im Herbst 1946 wurde schließlich konkret beschlossen, eine Handelsdelegation aus Österreich nach Ungarn zu entsenden, um Verhandlungen aufzunehmen. Im Dezember 1946 wurde der erste österreichisch-ungarische Handelsvertrag nach dem Zweiten Weltkrieg abgeschlossen: ein Warenaustausch- sowie ein Zahlungsabkommen. Im Sommer 1947 wurden erneut Verhandlungen aufgenommen, diese mündeten im September 1948 in einem weiteren Handelsabkommen. Dieses betraf primär den Tausch ungarischer Lebensmittel gegen österreichische Industrieprodukte.
Auf nicht handelspolitischer Ebene gestalteten sich die ersten Versuche von Kontaktaufnahmen etwas anders. Von Wien ausgehend nahm im August 1945 als erstes offizielles Organ das Komitee des ungarischen Roten Kreuzes die Arbeit im ungarischen Botschaftsgebäude in der Bankgasse wieder auf. Kurze Zeit später reiste auch ein Beamter des ungarischen Außenministeriums nach Wien. Er sollte nach Möglichkeiten suchen, halboffizielle Beziehungen zwischen Österreich und Ungarn in die Wege zu leiten. Durch die politische Lage und die militärische Besetzung der beiden Länder waren, ähnlich wie bei den Handelsbeziehungen, zunächst nur sehr langsame Entwicklungen möglich. Die Auslandsvertretung Ungarns in Wien etwa hatte im November 1945 immer noch den Titel „Königlich Ungarisches Generalkonsulat, in Auflösung begriffen“. Dennoch wurde der Ministerialrat Ödon Kriváchy de facto, wenngleich nicht offiziell, als Vertreter Ungarns wahrgenommen und dementsprechend am 4. Jänner 1946 vom österreichischen Bundespräsidenten empfangen.
Im Mai 1946 kam der Diplomat László Bartók mit dem Auftrag, das Generalkonsulat aufzulösen, nach Wien. Im Juni desselben Jahres wurde ihm die Leitung der Wiener Auslandsvertretung übertragen. Diese verfügte zu diesem Zeitpunkt jedoch noch nicht über offiziellen diplomatischen Status. Dennoch baute er in seiner einjährigen Amtszeit die Auslandsvertretung zu großen Teilen wieder auf und knüpfte vielfältige Beziehungen. Im Sommer 1947 musste Bartók aufgrund der politischen Geschehnisse in Ungarn nach nur einjähriger Amtszeit seinen Posten in Wien verlassen. Provisorischer Nachfolger wurde der Legationssekretär József Garzuly.
Ausgehend von Ungarn fand am 12. Jänner 1946 die erste offizielle Reise eines österreichischen Diplomaten nach Ende des Zweiten Weltkriegs ins Nachbarland statt. Sie wurde vom Legationsrat Rudolf Seemann durchgeführt. Zu diesem Zeitpunkt gab es als institutionelle Anlaufstelle bereits ein „Österreichisches Hilfsbüro“ in Budapest, das aber keine offizielle Behörde darstellte. Dementsprechend wurde von Seemann hervorgehoben, dass die Anträge des Hilfsbüros nicht als Anträge der österreichischen Regierung gelten könnten und das Hilfsbüro keine Bevollmächtigungen besaß. Seemann sollte während seiner Dienstreise den Besuch des österreichischen Außenministers planen und die Organisation rund um die Wiederaufnahme der diplomatischen Beziehungen besprechen.
Neben der Anerkennung der Republik Österreich durch Ungarn gab es noch eine weitere Hürde auf dem Weg zur Reetablierung der offiziellen Diplomatie zwischen den beiden Ländern: Das Zweite Kontrollabkommen vom Juni 1946 besagte, dass die Genehmigung des Alliierten Rates in Wien notwendig sei, um diplomatische Beziehungen mit Ländern aufzunehmen, welche nicht den Vereinten Nationen angehörten. Dies betraf Ungarn, das erst 1955 in die Weltorganisation aufgenommen wurde.
Erst am 18. Jänner 1947 erkannte Ungarn die Republik Österreich an. Kurz darauf wurden auch die Büros in Wien und Budapest in „politische Vertretungen“ umgewandelt. Manfred Falser wurde im Einvernehmen mit den Alliierten vom inoffiziellen zum offiziellen „politischen Vertreter“ Österreichs in Ungarn, die offiziellen bilateralen Beziehungen der beiden Länder waren nach einem Jahrzehnt der Unterbrechung wiederhergestellt.
Die Situation verschlechterte sich mit der Machtergreifung der ungarischen Kommunisten im Jahr 1948 jedoch rasant.

### Während des Kalten Krieges

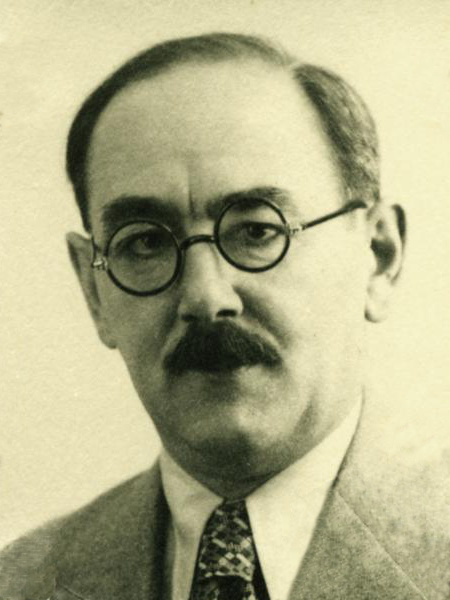
Imre Nagy

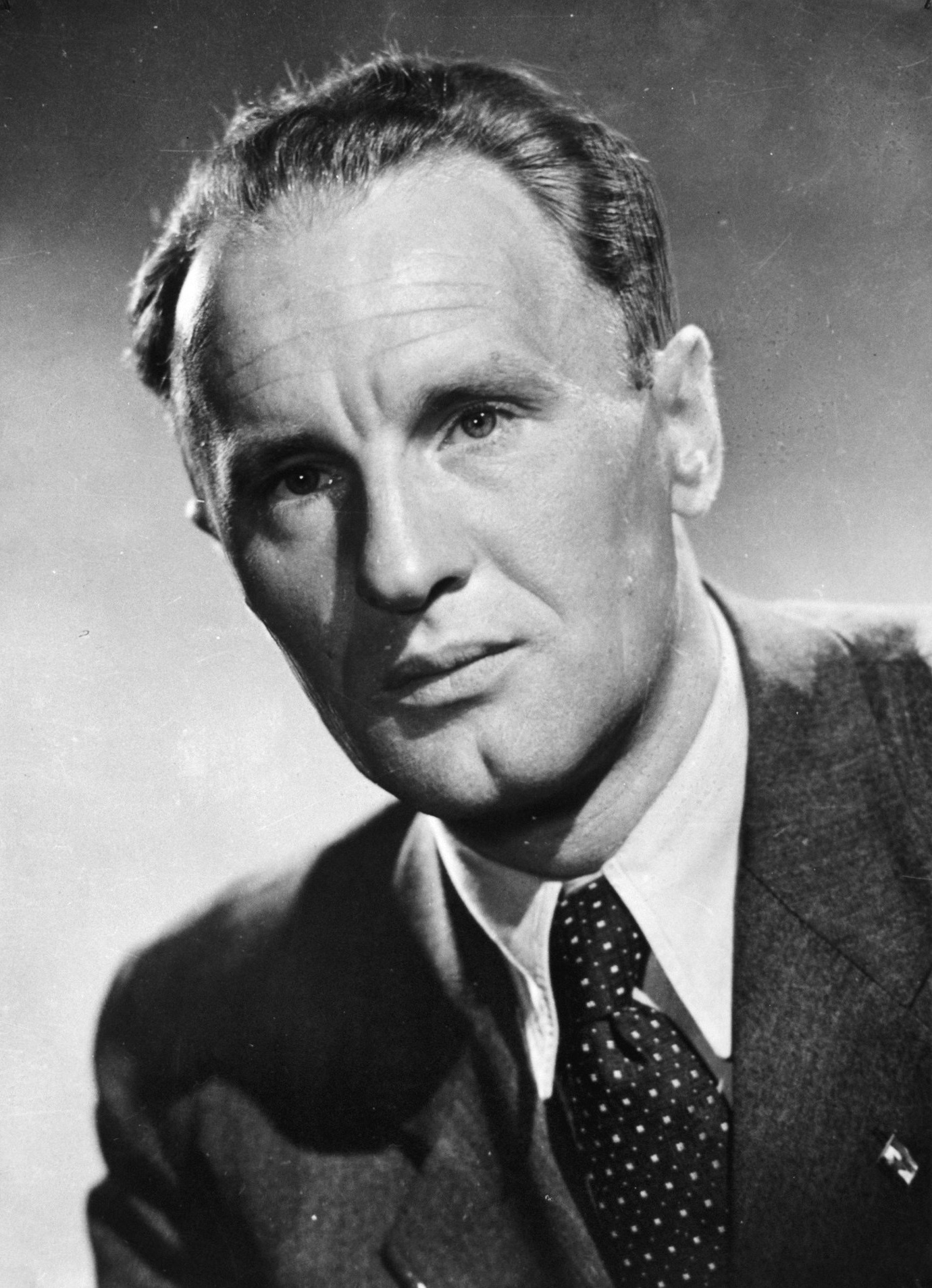
János Kádár (1962)

Der Konflikt zwischen den Westmächten unter Führung der Vereinigten Staaten von Amerika und dem Ostblock unter Führung der Sowjetunion, der von 1947 bis 1989 andauerte und mit nahezu allen Mitteln ausgetragen wurde, hatte auch weitreichende Konsequenzen für die österreichisch-ungarischen Beziehungen. Ungarn kam auf Grund des Vertrags von Jalta unter sowjetischen Einfluss, der durch die Verfassung vom 20. August 1949 nach sowjetischem Vorbild gefestigt wurde. Die bilateralen Beziehungen veränderten sich mit der Unterzeichnung des österreichischen Staatsvertrags im Mai 1955. Dieses Ereignis war auf internationaler Ebene zweifellos eines der bedeutendsten Resultate des internationalen Tauwetters nach Stalins Tod.
Bis zum blutigen Volksaufstand 1956 verfolgte Ungarn unter Mátyás Rákosi einen stalinistischen Kurs. Der daraus resultierende Aufstand wurde jedoch von sowjetischen Militärs brutal niedergeschlagen, Imre Nagy hingerichtet und János Kádár zum Ministerpräsidenten ernannt. In Folge des Einmarsches sowjetischer Truppen flüchteten 1956/1957 innerhalb weniger Wochen rund 180.000 Menschen aus Ungarn über die burgenländische Grenze nach Österreich. Damit musste das österreichische Bundesheer knapp ein Jahr nach seiner Gründung die erste Bewährungsprobe bestehen, indem man Flüchtlinge versorgen musste und die Grenze gegenüber sowjetischen Soldaten absicherte. Das UNHCR konnte 84.000 Ungarn-Flüchtlinge dem Nachkriegs-Österreich abnehmen und binnen acht Wochen in Neuansiedlungsländer bringen. Die USA, Kanada und einige westeuropäische Staaten nahmen den Großteil der Flüchtlinge auf, nur knapp 18.000 Ungarn blieben in Österreich.
Für Österreich war der Kalte Krieg insofern bedeutend, da das kleine Land aufgrund seiner strategischen Lage „zwischen den Blöcken“, speziell aufgrund der Grenzen zu Ungarn und der Tschechoslowakei, ein Brennpunkt und Spielball des Ost-West-Konfliktes war. Bereits im Sommer des Jahres 1948 war an der burgenländisch-ungarischen Grenze mit dem Bau des Eisernen Vorhangs begonnen worden, einer Grenzschutzanlage der kommunistischen Länder. Diese bauliche Trennung der liberalen Demokratien Westeuropas von den kommunistischen Ländern des Warschauer Pakts existierte bis zu den Revolutionen des Jahres 1989. Dieses technische Abriegelungssystem bestand neben Stacheldrahtzäunen, Wachtürmen, einem fünf Meter breiten Wiesenstreifen auch aus einem unmittelbar vor der österreichischen Staatsgrenze befindlichen Minenfeld. Mit dem Tod Stalins 1953 und dem folgenden Machtwechsel in der sowjetischen Führung war in den Satellitenstaaten eine Aufbruchsstimmung zu verzeichnen. Nach der Abrechnung Chruschtschows mit dem Stalinismus verbesserte sich auch das bilaterale Verhältnis zwischen Österreich und Ungarn. In diese Phase fiel eine überraschende Ankündigung Ungarns, den Eisernen Vorhang zu beseitigen, was jedoch erst 1989 tatsächlich durchgeführt wurde. Der offizielle Beginn des Abbaus wurde am 2. Mai 1989 auf einer internationalen Pressekonferenz in Hegyeshalom vor rund zweihundert in- und ausländischen Journalisten verkündet. Im Sommer 1989 öffnete Ungarn die mittlerweile nicht mehr so streng überwachte Grenze zu Österreich im Rahmen des Paneuropäischen Picknicks für wenige Stunden und ermöglichte rund 600 bis 700 DDR-Bürgerinnen und Bürgern die Flucht Richtung Westeuropa. Dies beschleunigte den fortschreitenden Zersetzungsprozess des Warschauer Pakts und trug zur Destabilisierung der DDR bei.

### Seit 1989
Österreich bemühte sich schon viel früher auf verschiedenen Wege um eine Entspannungspolitik, z. B. in der KSZE, die die Beziehungen zwischen Ost und West in Europa verbessern sollte. Besonders die Regionalpolitik in den östlichen österreichischen Grenzgebieten war wichtig, da man sich neue ökonomische und soziale Möglichkeiten des Wachstums sowie wirtschaftlichen Aufbau als Ziel gesetzt hatte.
Die Öffnung der ungarischen Grenzen zu Österreich im Jahr 1989 führte dazu, dass die Beziehungen mit Österreich auf vielen Ebenen belebt wurden. 1989 half Österreich durch einen wirtschaftlichen Hilfeeinsatz die Entwicklung der Oststaaten Europas zu Marktwirtschaften zu vereinfachen. Ende desselben Jahres wurde eine Initiative von Österreich, Italien, Ungarn und Jugoslawien gestartet, die sogenannte Quadragonale, wobei eine Vereinbarung über eine Zusammenarbeit getroffen wurde, die über die Grenzen hinaus gehen und Europa näher zusammenbringen sollte und zur Zentraleuropäischen Initiative weiterentwickelt wurde.
Österreich wurde 1995 ein Teil der EU und damit auch des Schengener Abkommens. Im Mai 2004 folgte Ungarn in die EU und wurde 2007 Mitglied des Schengener Abkommens, wodurch die beiden Länder noch näher zusammenkamen.
Seither wurden die diplomatischen Beziehungen der beiden Länder in sämtlichen Bereichen intensiviert, auch weil Österreich eines der wichtigsten Import- und Exportländer für Ungarn ist. Die beiden Staaten teilen viele Interessen und Bestreben, weshalb sie sich oft absprechen und ihre Standpunkte auf europäischer Ebene anpassen. Es wurde auch die „diplomatische und konsularische Zusammenarbeit intensiviert“, was z. B. bei der gegenseitigen Vertretung von Österreich und Ungarn beim Ausstellen von Schengen-Visa bei nicht vorhandener Präsenz von einem der beiden Länder in anderen Ländern deutlich wird.

### Flüchtlingskrise 2015

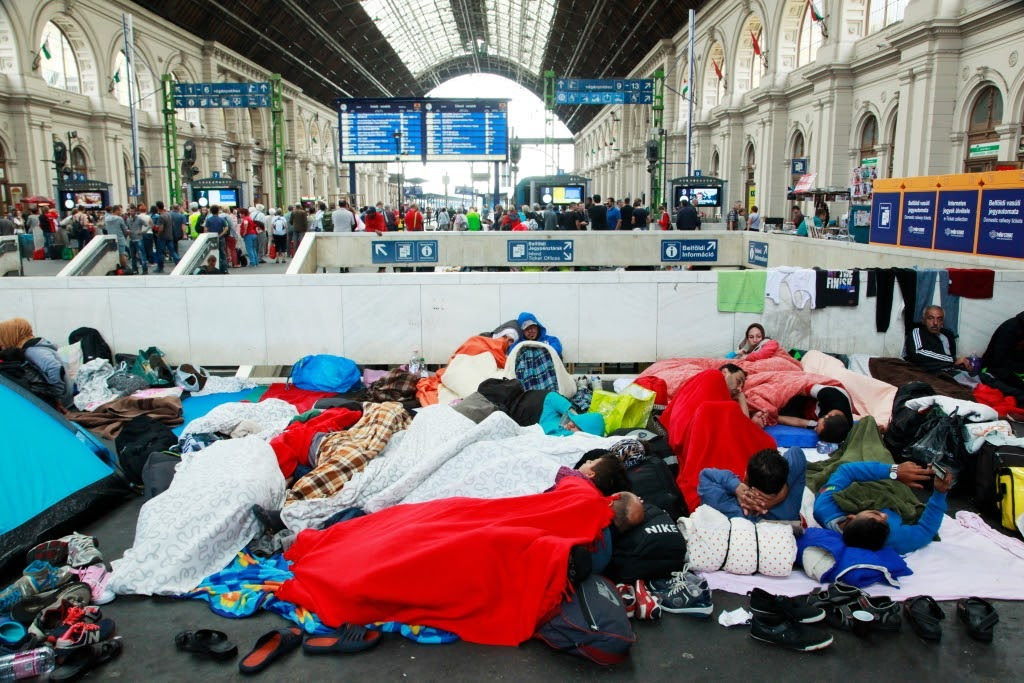
Flüchtlinge warten am Hauptbahnhof Budapest auf eine Weiterreise

Die sogenannte Flüchtlingskrise beschäftigte die Nachbarstaaten Österreich und Ungarn ab 2015 intensiv. Die beiden Länder verfolgen einen sehr unterschiedlichen Umgang mit der Situation. Vor allem Ungarn wurde von Österreich, aber auch international, stark wegen seiner Flüchtlingspolitik kritisiert. Besonders wird den Ungarn die unmenschliche Behandlung von Flüchtlingen vorgeworfen.
Anfang September 2015 spitzte sich die Situation an der Grenze Österreich-Ungarns zu. Am 3. September 2015 stoppte die ungarische Polizei Züge, die auf dem Weg nach Westen waren, mit dem Plan die Flüchtlinge, ohne deren Zustimmung und Wissen, in ein Flüchtlingslager zu bringen. Am folgenden Tag, dem 4. September 2015, machten sich, nachdem Züge gestrichen worden waren und so die Flüchtlinge an der Weiterreise gehindert wurden, tausende Menschen zu Fuß auf den Weg zur über 170 Kilometer entfernten österreichischen Grenze. Auf der Autobahn marschierten sie Richtung Österreich, angeführt von einem die EU-Flagge tragenden Mann. Im Vergleich zu Ungarn unterstützte Österreich die Flüchtlinge, indem direkt an den Grenzen wartende Züge zur Weiterreise bereitgestellt wurden. Jedoch machen sich nicht alle Flüchtlinge zu Fuß auf den Weg, viele kamen mit anderen Verkehrsmitteln nach Wien oder blieben am Bahnhof in Budapest. Dort kam es zu einem Konflikt mit rechtsradikalen Hooligans, der durch die Polizei aber schnell wieder beendet werden konnte.
Um die Situation unter Kontrolle zu bekommen, hat Österreich die Grenzkontrollen zur ungarischen Grenze verschärft. Doch die Positionen Österreichs und Ungarns sind nicht nur konträr: Ungarn stellte im Februar 2016 klar, dass es Österreich in Bezug auf die Schließung der sogenannten „Schließung der Balkanroute“ unterstützt. Diese beinhalteten, dass über Griechenland kommende Flüchtlinge bereits an der Grenze zu Mazedonien durch Polizisten und Soldaten aufgehalten werden sollten.

## Auslandskulturbeziehungen

Logo Österreichisches Kulturforum

Die bilateralen Beziehungen von Österreich und Ungarn werden vom österreichischen Außenministerium als „ausgezeichnet“ bezeichnet. Sie bestehen aus umfassenden Kontakten und Kooperationen auf allen Ebenen, von Städte- und Gemeindepartnerschaften bis hin zu Universitätskooperationen. In Budapest wurde 1977 ein Österreichisches Kulturinstitut gegründet, das 2001 zu Österreichisches Kulturforum umbenannt wurde. Dabei handelt es sich um eine Institution des österreichischen Außenministeriums, das eine Plattform für kulturelle Kontakte zwischen Ungarn und Österreich und die „kulturell Interessierten aus der ganzen Welt“ schaffen will. Das Österreichische Kulturforum Budapest bietet unter anderem Ausstellungen, Konzerte und Filmprogramme an, die meist mit Zusammenarbeit mit ungarischen Museen, Galerien, Konzertsälen, Programmkinos aber auch österreichischen Schulen konzipiert werden. In der Vorstellung der österreichischen Kulturforen ist das österreichische Außenministerium um die Darstellung Wiens als Zentrum des internationalen Dialogs bemüht. Dabei wird gerne auf die vielfältige Geschichte und auf die UNO City Wien verwiesen.
Die Beziehungen zwischen Ungarn und Österreich stellen sich auch durch über 40 Städte- und Gemeindepartnerschaften dar. Außerdem gibt es im Bildungssektor vier Universitätspartnerschaften und die „Aktion Österreich-Ungarn“, die etwa 150 wissenschaftlich-kulturelle Projekte betreut. Gegründet wurde sie 1990 vom österreichischen Ministerium für Wissenschaft, Forschung und Wirtschaft und dem ungarischen Bildungsministerium. Gefördert werden unter anderem gemeinsame Projekte, Forschungsaufenthalte, Sommersprachschulen für beide Sprachen sowie Stipendien. Außerdem wird die Herausgabe von Lehrbehelfen und Publikationen zu den Ergebnissen von durch die Aktion geförderten Aktivitäten.
Weiters gibt es die Österreichisch-ungarische Gesellschaft, die sich als „überparteiliche Freundschaftsgesellschaft“ für die guten Beziehungen und die Interessen der jeweiligen Minderheiten einsetzt.

## Wirtschaftsbeziehungen

### Habsburgermonarchie
Während der Doppelmonarchie hatten Österreich und Ungarn einen aufeinander abgestimmten Wirtschaftsraum, der sowohl sprachlich als auch wirtschaftlich unterschiedlich entwickelt war. Die Wirtschafts- und Sozialstruktur Cisleithaniens war eine mit Westeuropa vergleichbare, hingegen gab es in Transleithanien eine eher traditionelle und bäuerliche Wirtschafts- und Sozialstruktur. In beiden Reichshälften gab es starke Landflucht, man kämpfte mit massiven sozialen Problemen, die durch die sprachlichen Unterschiede noch erschwert wurden.
Im Jahr 1850 trat ein Gesetz in Kraft, durch das es innerhalb der Monarchie keine Zölle mehr gab, was den Handel positiv beeinflusste. Der größte Abnehmer der ungarischen Erzeugnisse war Österreich. Ungarn wickelte 76 % des Handels mit Österreich ab, umgekehrt waren es nur 37 %. Im Bergbau war Österreich aufgrund seiner moderneren Technik Ungarn weit voraus. Da dieser Wirtschaftssektor ausschlaggebend für die Industrieentwicklung war, versuchte Ungarn dieses Defizit aufzuholen. Trotz alledem lag der Schwerpunkt der industriellen Tätigkeit des Reiches eindeutig in Österreich. Im Bereich des Verkehrs strebte man einen gemeinsamen raschen Ausbau des Eisenbahnnetzes und der Schifffahrt an, wobei es hier innerhalb der Monarchie große Konkurrenz gab. Die Oberhand bei den Finanzen hatte Österreich inne, wobei sich Ungarn als Nutznießer sah und davon profitierte. Österreich hatte bessere Beziehungen zu den westlichen Banken, die im Vergleich zu den österreichisch-ungarischen eine bessere Kapitalkraft hatten.

### Nach dem Ersten Weltkrieg
Nach der Auflösung der Doppelmonarchie wurden Österreich und Ungarn getrennte Wirtschaftsräume. Österreichs Wirtschaft erging es insofern besser, als in Österreich die Industriegebiete lagen und Ungarn primär Landwirtschaft als Wirtschaftszweig besaß. Durch den Zerfall des Reiches fehlten den Österreichern die Abnehmer der Industrieerzeugnisse und Ungarns wichtigster Exportpartner für die landwirtschaftlichen Produkte fiel weg. Dies führte zu einer raschen Überproduktion, die in einer massiven Inflation in beiden Ländern gipfelte.
Nach dem Zweiten Weltkrieg hatten die beiden Länder wenig wirtschaftlichen Kontakt, da Österreich vom Marshallplan profitierte und Ungarns Wirtschaft durch den von der UdSSR initiierten Rat für gegenseitige Wirtschaftshilfe gefördert wurde. Diese Wirtschaftshilfen trugen im Endeffekt dazu bei, dass Österreich und Ungarn das jeweilige Wirtschaftssystem ihrer Unterstützer übernahmen. Durch die Ost-West-Politik waren die beiden Länder in den folgenden Jahrzehnten voneinander abgeschottet, eine der wenigen Gemeinsamkeiten war die beidseitige wirtschaftliche Nutzung der Donau als Verkehrs- und Transportroute. Anders verhielt es sich bei der Straßennutzung, da aufgrund des Eisernen Vorhangs viele Straßen nicht mehr erreichbar bzw. blockiert waren. Auch der Eisenbahnverkehr funktionierte nicht problemlos, da alle ehemaligen Routen über Budapest führten.
Zusätzlich gab es nun hohe Zollkosten, die den Handel zwischen Österreich und Ungarn noch stärker eindämmten. Während Österreich im Jahr 1937 Güter im Wert von 131,7 Millionen Schilling nach Ungarn importierte, waren es im Jahr 1958 bereits Waren im Wert von 1.210,4 Millionen Schilling. 1937 exportierte Österreich aus Ungarn Güter im Wert von 111,9 Millionen Schilling, 1958 betrugen die Exporte 838,1 Millionen Schilling. Bereits 1955 wickelte Ungarn nur noch 4,8 % des Imports und Exports mit Österreich ab.

### Ab dem Fall des Eisernen Vorhangs
Ab 1989/1990 entwickelten sich die wirtschaftlichen Beziehungen der beiden Länder sehr dynamisch und es folgte ein reger Außenhandel. Seit den 1990er Jahren ist Ungarn neben Tschechien der wichtigste Investitionsstandort in Mittel- und Osteuropa für Österreich. Seit diesem Zeitraum investierte Österreich bereits über 8 Milliarden Euro in den Wirtschaftsstandort Ungarn. Besonders wichtig ist dabei die Bau-, Papier- und Autoindustrie, aber auch der Immobilienhandel sowie die Ziegel- und Zuckerproduktion. Weitere wichtige Sektoren sind der Einzelhandel und Finanzsektor sowie der Dienstleistungssektor im Allgemeinen. Umgekehrt investierte Ungarn in Österreich sehr in den Bereichen EDV und Transport. Allgemein entwickelte sich der Außenhandel bis zur Wirtschaftskrise 2008 in beiden Ländern positiv und seit 2010 ist wieder eine Steigerung festzustellen. Im Jahr 2014 exportierte Österreich 4,3 Milliarden Euro nach Ungarn, umgekehrt waren es 3,8 Milliarden Euro. Der Großteil des Exports zwischen Österreich und Ungarn betrifft dieselben Produkte. Dies resultiert aus den Verflechtungen vieler Unternehmen, woraus gefolgert werden kann, dass es sich um Wirtschaftsbeziehungen zwischen zwei hochentwickelten Volkswirtschaften handelt.